# Eugenio Bussa
Eugenio Bussa (Milano, 3 settembre 1904 – Milano, 29 gennaio 1977) è stato un presbitero italiano, riconosciuto Giusto fra le nazioni per la sua opera di salvataggio degli ebrei dalle persecuzioni nazifasciste.

## Biografia

### Origini
Don Eugenio Bussa è nato il 3 settembre 1904 a Milano nella popolare Isola, nella casa situata in Via Federico Confalonieri 11. Suo padre, Gaudenzio Bussa e sua madre, Maria Coldesina, a causa della povertà erano emigrati dalla campagna di Vespolate in provincia di Novara. Il 29 gennaio 1907, ventiquattrenne, morì Maria, la mamma di Eugenio. Nel 1908 il padre di Eugenio, Gaudenzio, sposò in seconde nozze Antonietta Miglio. Eugenio ebbe sempre vicina la mamma adottiva che collaborò al suo ministero fino a quando morì, nel 1957. Nell'anno 1909 nacque la sorella di Eugenio, Maria, che sostenne sempre, assieme al marito Alfredo, il fratello sacerdote specialmente dopo la morte della madre Antonietta. Eugenio maturò presto la vocazione al sacerdozio e nel 1916 entrò in seminario. Il padre, operaio verificatore delle Ferrovie dello Stato, non riusciva a mantenere il figlio agli studi. Antonietta, la madre, per permettere al figlio Eugenio di diventare sacerdote lavorò come domestica, quindi come operaia in una fabbrica di lucido da scarpe, e la sera ricamava i poggiatesta per i sedili di 1ª Classe delle Ferrovie dello Stato.

### Sacerdozio
Il 2 giugno 1928 Eugenio fu ordinato sacerdote dall'arcivescovo cardinale Eugenio Tosi nel Duomo di Milano.
Il 28 ottobre 1928, Don Eugenio fu nominato vice direttore del Patronato Sant'Antonio nel suo quartiere, l'Isola Garibaldi. Si dedicò alle opere di carità nel Patronato Sant'Antonio: aiutava le famiglie bisognose, si dedicava all'assistenza degli ammalati, all'oratorio, e aiutava i disoccupati nella ricerca di un posto di lavoro. 
Il 14 giugno 1936 fu consacrata dal cardinale Ildefonso Schuster, arcivescovo di Milano, la nuova chiesa del Sacro Volto, alla costruzione della quale don Eugenio dedicò gran parte della sua energia.

### La guerra
Il 10 giugno 1940 l'Italia entrò in guerra. Quasi 120 giovani del Patronato di Sant'Antonio partirono per il fronte, diciassette fra loro per non tornare più. Per tutta la durata della guerra don Eugenio seguì costantemente i ragazzi del suo oratorio, scrivendo ad essi regolarmente e ricevendone risposta. Di ognuno di essi custodiva la fotografia con i dati anagrafici e l'indirizzo di Posta Militare. Ma la guerra non fu vissuta solo al fronte e Milano pagò un prezzo alto; molte case del Quartiere Isola furono distrutte. Nel febbraio del 1943, a Serina, Val Brembana, don Eugenio aprì una casa di sfollamento per i bambini del rione le cui famiglie non potevano lasciare la città. Nella casa di Serina furono ospitati molti bambini ebrei ai quali non fu proposta la religione cattolica. Per questo motivo a don Eugenio Bussa, nel 1990, fu assegnata la medaglia di Giusti tra le Nazioni e un albero gli è dedicato a Gerusalemme. Nell'agosto del 1943 i bombardamenti sconvolsero Milano e il Patronato di Sant'Antonio fu duramente colpito. L'8 settembre 1943 arrivò l'annuncio dell'armistizio. Alla guerra ancora violentemente in atto tra tedeschi e forze alleate si aggiunse la guerra di liberazione nazionale, che in molti aspetti si configurò in una vera e propria guerra civile. Don Eugenio protesse molti giovani del Patronato, nascondendoli ed evitandone così la deportazione in Germania. Don Eugenio protesse anche molti ebrei e per una notte nascose anche Ferruccio Parri, primo Presidente del Consiglio Italiano del dopoguerra. Anche don Eugenio fu arrestato e rischiò la deportazione, ma a seguito delle dimostrazioni dei suoi parrocchiani e dell'intervento del Cardinale Ildefonso Schuster fu liberato dopo tre giorni di detenzione e interrogatori. Il 25 aprile arrivò il giorno della liberazione. Don Eugenio questa volta scese in campo per difendere i fascisti dalle esecuzioni sommarie, senza processo. Nonostante il suo intervento, tre persone furono messe al muro e fucilate con numerose scariche di mitra proprio davanti all'Oratorio in Piazza Minniti, all'Isola. Nel muro dell'Oratorio restarono evidenti i segni causati dalle pallottole e don Eugenio ordinò che non fossero fatte riparazioni, ma che quei segni restassero a memoria di quanto era accaduto.
A guerra finita don Eugenio lavorò per la ricostruzione del quartiere Isola, del Patronato e dell'Oratorio.
Egli morì improvvisamente il 29 gennaio 1977, a Milano Isola, nella parrocchia del Sacro Volto. Migliaia di persone parteciparono ai suoi funerali.

## Riconoscimenti
Dall'anno stesso della sua morte, vi furono vari riconoscimenti alla memoria:
- 1977 - Attestato di Benemerenza Civica deliberato dalla Giunta Municipale nel giorno di Sant'Ambrogio
- 12 aprile 1981 - Sepoltura privilegiata nella chiesa del Sacro Volto (Milano) concessa dal Comune di Milano e dalla Curia Arcivescovile. La traslazione della salma è preceduta da una documentata ed esplicativa mostra fotografica.
- 28 marzo 1990 - La Commissione di Omaggio ai Giusti tra le Nazioni delibera di concedere alla memoria di don Eugenio Bussa la Medaglia dei Giusti e di piantare un albero in suo onore sul Viale dei Giusti a Gerusalemme. Rilascia inoltre il Diploma di Onore dal 28 marzo 1990[11]
- 12 luglio 1992 - In memoria di don Eugenio Bussa viene scelta la chiesa del Sacro Volto (Milano) per la consegna al Cardinale Carlo Maria Martini della massima onorificenza dello Stato di Israele, l'Iscrizione al Libro d'oro del KKL - Fondo Nazionale Ebraico.
- 17 maggio 1992 - Su iniziativa del consolato Generale d'Israele a Milano e dell'Amministrazione Comunale, viene scoperta una lapide sulla casa di Serina in cui furono ospitati e salvati i molti bambini ebrei di don Eugenio.
- 22 ottobre 1992 - In Israele, nella località di Yatir, nei pressi della Cisgiordania viene inaugurata la foresta intitolata a don Eugenio Bussa alla presenza di un folto gruppo di parrocchiani del Sacro Volto, dei nipoti di don Eugenio, Enrico ed Eugenio Brambilla, del Presidente del Keren Kayemeth Leisrael, Fondo Nazionale Ebraico, del dottor Gal del Ministero degli Affari Esteri d'Israele, della vedova e della sorella di Alberto Fazio[12], il bambino ebreo di Serina.
- 25 marzo 1996 - Il sindaco di Milano, Marco Formentini, inaugura il cavalcavia che collega la via Maurizio Quadrio alla via Pietro Borsieri: Eugenio Bussa - Sacerdote - 1904-1977.
- 29 gennaio 2002 - XXV anniversario della morte di don Eugenio Bussa - L'arcivescovo di Milano, Carlo Maria Martini, presiede la concelebrazione eucaristica nella Chiesa del Sacro Volto. Celebrano, fra gli altri, i sacerdoti ex allievi del Patronato di Sant'Antonio, ex ragazzi di don Eugenio: don Angelo Conca, padre Marco Emilio Re, fr. Enrico (Fausto) Baldini, mons. Renzo Cavallini, don Alessandro Villa, don Franco Sganzerla. Nel corso della celebrazione viene letta la Benedizione Apostolica di papa Giovanni Paolo II, scritta per don Eugenio Bussa, apostolo della gioventù, il 19 gennaio 2002.
- 21 dicembre 2002 - Conferimento alla memoria del Premio Isimbardi[13] della Provincia di Milano alla presenza dell'arcivescovo cardinale Dionigi Tettamanzi e delle alte cariche civili e militari.
- 27 gennaio 2014 - Giornata della memoria - Riconoscimento dalla Regione Lombardia nella persona del Presidente Raffaele Cattaneo

Ogni anno, l'A.N.P.I. Associazione Nazionale Partigiani d'Italia, depone due corone d'alloro sulla tomba di Don Eugenio Bussa nella Chiesa del Sacro Volto (Milano) nelle seguenti ricorrenze:
- 29 gennaio, anniversario della morte
- 25 aprile, anniversario della liberazione